# Festival Internacional de Cinema de Vancouver

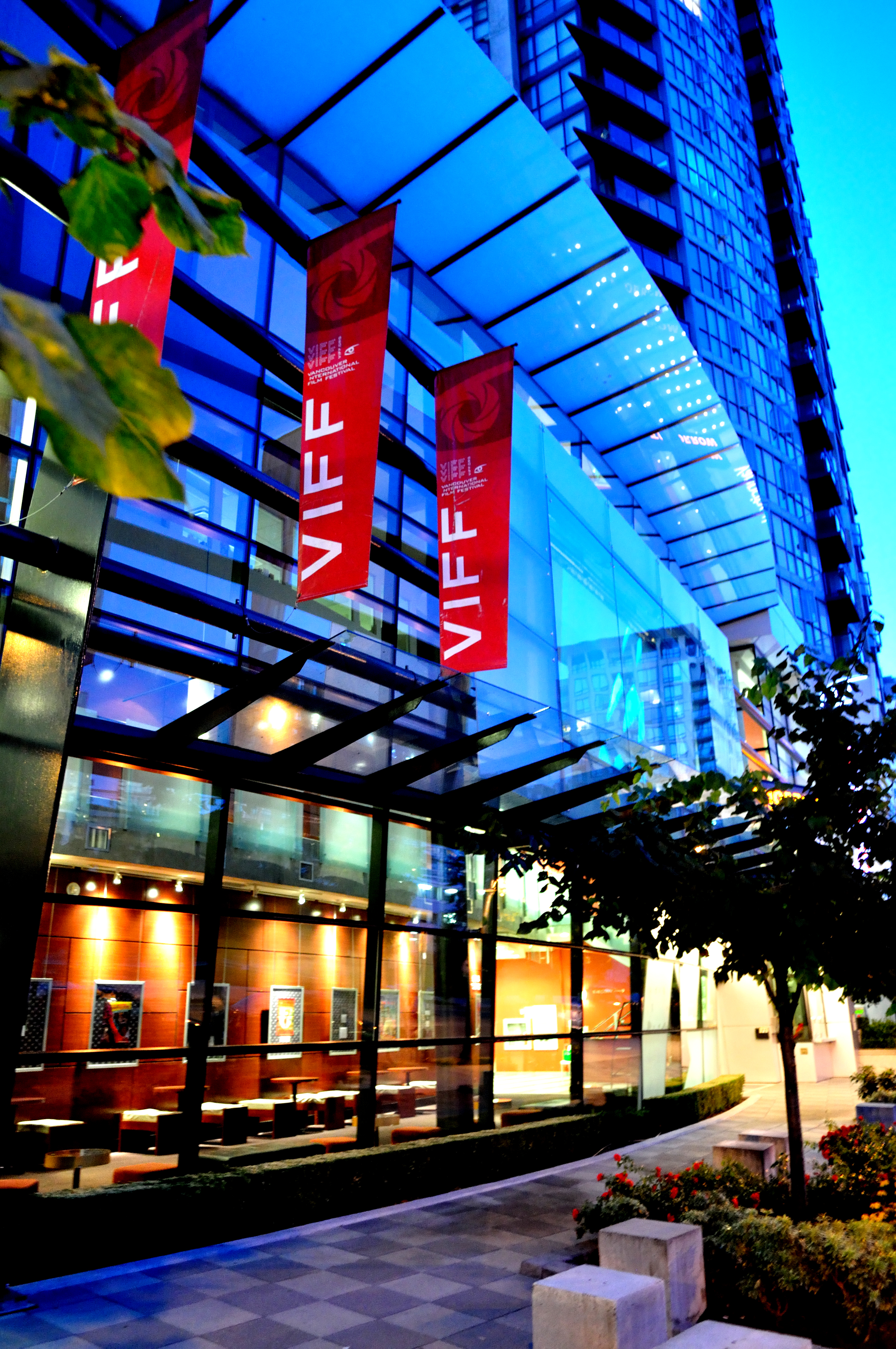
Teatro Vancity, sede do VIFF.

Festival Internacional de Cinema de Vancouver (em inglês:  Vancouver International Film Festival - VIFF) é um festival de cinema anual realizado em Vancouver, Colúmbia Britânica, Canadá, por duas semanas no final de setembro e início de outubro. O festival começou em 1982 e é operado pela Sociedade do Festival Internacional de Cinema da Grande Vancouver, uma organização sem fins lucrativos registrada no governo federal.
Tanto em termos de admissões quanto pelo número de filmes exibidos (133.000 e 324, respectivamente, em 2016), o VIFF está entre os cinco maiores festivais de cinema da América do Norte e exibe filmes de aproximadamente 73 países em 10 telas. O line-up internacional inclui a escolha dos melhores festivais de cinema do mundo e muitas obras menos conhecidas.
Três plataformas de programação principais tornam o VIFF único: o festival exibe a maior seleção de filmes do Leste Asiático fora dessa região; o festival é uma das maiores vitrines do cinema canadense no mundo; e o VIFF tem um dos maiores programações de obras de não-ficção.